# Оттер, Анне Софи фон
Анне Софи фон Оттер (швед. Anne Sofie von Otter; род. 9 мая 1955, Стокгольм, Швеция) — шведская оперная певица (меццо-сопрано).

## Биография
Родилась в семье дипломата, принадлежит к известному роду Фрумери. Училась в Стокгольме и Лондоне (Гилдхоллская школа музыки). В 1982—1985 года была членом ансамбля Базельской оперы и заявила о себе как о выдающемся интерпретаторе опер Моцарта и Штрауса. В 1985 году дебютировала в Ковент-Гардене, подписала контракт с крупной звукозаписывающей компанией Deutsche Grammophon. В 1988 году дебютировала в «Метрополитен-опере» (Нью-Йорк), в 1994 году — в Венской государственной опере.

## Творчество
Оттер владеет обширным оперным и песенным репертуаром, простирающимся от музыки эпохи барокко до XX века. К её выдающимся партиям принадлежат Дидона в  «Дидоне и Энее», Керубино в «Свадьбе Фигаро», Орфей в «Орфее и Эвридике», Октавиан в «Кавалере розы», Кармен в одноименной опере и т. д. Сотрудничала со многими известными дирижёрами современности — Дж. Синополи, К. Клайбером, Дж.Э. Гардинером, М. Минковским, К. Нагано, К. Аббадо, Р. Гёбелем и его ансамблем Musica Antiqua. С 1980 года её постоянный аккомпаниатор — пианист Бенгт Форсберг.
Певица обращается не только к академической, но и к эстрадной музыке. Так, в 2006 году появился её альбом с записями песен группы «АББА».

## Аудиозаписи
- 2000 — «Ариадна на Наксосе» Рихарда Штрауса (Композитор), дир. Джузеппе Синополи.

## Видеозаписи
- 2000 — «Коронация Поппеи» Клаудио Монтеверди (Нерон), реж. Клаус Михаэль Грюбер, дир. Марк Минковски, Экс-ан-Прованский оперный фестиваль.

## Признание
Премия Рольфа Шока (2003) и многие другие награды.